# The China Study
The China Study è un libro pubblicato nel 2005 dal nutrizionista T. Colin Campbell, basato su dati epidemiologici raccolti in Cina. In esso l'autore, responsabile della ricerca, trae una serie di conclusioni sui presunti benefici per la salute che deriverebbero da alcuni regimi alimentari.
Campbell interpreta i dati affermando una relazione tra cibo e malattie cardiovascolari, cancro e diabete e la possibilità di ridurre il rischio di contrarre queste patologie, o arrestarne e invertirne lo sviluppo in corso, attraverso l'alimentazione, giungendo alla conclusione che una dieta basata su cibi vegetali riduce in modo drastico la possibilità di sviluppare malattie cardiovascolari, diabete, cancro e obesità. Campbell ha dichiarato: «Le persone che mangiavano più cibi di origine animale erano più soggette alle malattie croniche. Le persone che mangiavano più cibi di origine vegetale erano più in salute e tendevano ad evitare le malattie croniche. Questi risultati non possono essere ignorati».
La validità di tali conclusioni, tuttavia, è stata soggetta a numerose critiche per gli errori metodologici del libro e per le fallacie logiche alla base delle sue conclusioni, tanto che "la sua intera teoria" è stata definita come "una serie di speculazioni completamente prive di fondamento" mentre c'è chi, senza mezzi termini, si spinge a definire l'intera operazione editoriale una vera e propria "bufala", "una delle bufale meglio riuscite della storia della ricerca sull'alimentazione umana".
The China Study ha dato luogo anche a un'attività di merchandising: gli autori l'hanno trasformato in un marchio registrato, di loro proprietà, con il quale, tramite specifici canali di e-commerce, vengono venduti prodotti alimentari adatti ai regimi alimentari ispirati ai contenuti del libro. Attraverso tali canali viene proposto anche un ricettario preparato da Leanne Campbell, figlia di T. Colin Campbell.

## Progetto Cina-Cornell-Oxford
Il progetto da cui il libro trae i dati è il China-Cornell-Oxford Project (Progetto Cina-Cornell-Oxford) che si concreta in una serie di dati epidemiologici raccolti in Cina, in cui si traggono conclusioni riguardanti il rapporto tra alimentazione, condizioni ambientali, tradizioni sociali, e varie malattie. Il Progetto è stato il risultato della collaborazione tra la Cornell University, l'Accademia cinese di Medicina preventiva, l'Accademia cinese di Scienze mediche, e l'Università di Oxford. Questi dati sono stati definiti dal The New York Times «il Grand Prix dell'epidemiologia»: tuttavia, si tratta di dati che non sono stati sottoposti al vaglio della comunità scientifica, non essendo mai stati pubblicati e sottoposti a peer review.

## Oggetto del libro
Il libro è stato diviso in due fasi distinte e separate: una prima indagine ha avuto inizio nel 1983 con la raccolta di 367 tipi di dati sulla vita e la morte di 6500 adulti sparsi in 138 villaggi e 65 contee, con una quantità di dati raccolti sufficiente a riempire un volume di 920 pagine. Una seconda indagine è stata intrapresa nel 1989 con la raccolta di più di 1000 tipi di dati su 10200 adulti e relative famiglie, attraverso 170 villaggi della Cina rurale e di Taiwan: i soggetti sono stati intervistati e studiati approfonditamente, annotando ogni porzione di cibo ingerito e raccogliendo campioni di sangue e urina.
La disponibilità di dati affidabili su malattia e mortalità forniti dal governo cinese e la presenza di una popolazione stabile con caratteristiche alimentari molto diverse ha reso la Cina un laboratorio vivente ideale per studiare l'impatto di diversi tipi di alimentazione su malattia e mortalità.
I ricercatori del progetto hanno osservato come malattia coronarica, ictus e ipertensione, cancro della mammella, della prostata e del polmone, diabete e osteoporosi, principali responsabili di morti premature nei paesi occidentali, in Cina, dove il consumo di prodotti animali era fino a poco tempo fa molto scarso, avevano bassa incidenza, ipotizzando una relazione tra questa classe di patologie e l'assunzione di cibi animali, a sua volta collegata al livello di sviluppo economico. Il Progetto Cina suggerisce che la concezione occidentale di dieta sia da rivedere, e che un'alimentazione basata sui vegetali, come la dieta tradizionale cinese, può offrire molti vantaggi per la salute.
L'estrema differenza di genetica, stili di vita e abitudini delle popolazioni esaminate vanifica però la pretesa scientifica del libro, perché non si può attribuire la diversa incedenza di malattie in popolazioni così diverse a un unico fattore (es. la diversa assunzione di proteine animali) 

## Cina: un laboratorio umano
L'autore del libro China Study ha presentato un'occasione per studiare le connessioni dell'alimentazione e dello stile di vita con malattie e mortalità. Il consumo di carne nella dieta della popolazione rurale cinese era, a differenza di oggi, molto ridotto, limitato per lo più in rare occasioni a maiale e pollo. La popolazione cinese è abbastanza stabile, la maggior parte delle persone passa tutta la vita nella stessa zona alimentandosi con prodotti locali. L'alimentazione varia considerevolmente da regione a regione, per esempio gli abitanti della sponda nord del fiume Yangtze mangiano pane cotto al vapore e patate dolci, mentre gli abitanti della sponda sud basano la propria dieta sul riso.
Gli archivi su malattia e mortalità del governo cinese, con dati raccolti su 800 milioni di persone residenti in circa 2400 paesi, hanno dimostrato che i tassi di mortalità per la stessa malattia potevano variare anche di centinaia di volte da regione a regione.
Tuttavia, le argomentazioni di Campbell sono scientificamente fallaci, sono proprio le estreme differenze (non solo alimentari,ma anche di stili di vita e di tante cose non esaminate da Campbell) tra popolazione rurali e metropolitane della Cina a rendere il paragone privo di valore scientifico

## Principali conclusioni affermate nel libro
I ricercatori del progetto hanno definito polmonite, tubercolosi, malattie infettive, parassitosi, eclampsia, cancro dello stomaco e del fegato come Malattie della povertà, mentre malattia coronarica, ictus e ipertensione, cancro della mammella, della prostata e del polmone, diabete e osteoporosi sono state definite Malattie dell'abbondanza. Queste ultime sono le principali responsabili di morti premature nei paesi occidentali, mentre lo studio ha rilevato che in Cina avevano bassa incidenza, confermando la relazione tra questa classe di patologie e l'assunzione di cibi animali (grassi e proteine in primis), a sua volta collegata al livello di sviluppo economico. Le malattie dell'abbondanza risultarono infatti essere più diffuse tra la popolazione cinese benestante residente nei pressi delle grandi città come Nanchino, Pechino e Shanghai, che seguiva una dieta ricca di cibi animali e povera di cibi vegetali. L'assunzione anche solo di piccole quantità di prodotti animali risultò in grado di aumentare significativamente i rischi di malattia coronarica, cancro e diabete, mentre è stato osservato che maggiore era la percentuale di prodotti vegetali assunti, minore era il rischio di essere soggetti alle stesse malattie
Nel libro si afferma che la concezione occidentale di dieta sia da rivedere radicalmente, e che un'alimentazione basata sui vegetali, come la dieta tradizionale cinese, possa offrire molti vantaggi per la salute: i dati emersi dallo studio hanno evidenziato come la dieta della maggior parte dei cinesi che vivevano in zone rurali comprendeva solo 4 grammi di proteine animali al giorno, contro i 71 grammi della dieta occidentale. Nel libro si cerca anche di comprendere come l'influenza dell'alimentazione occidentale potrà incidere sulla salute della popolazione cinese. Al termine dello studio, il dottor T. Colin Campbell, responsabile della ricerca e direttore USA del Progetto Cina, e i suoi colleghi cinesi, hanno avvisato i responsabili delle politiche della Cina e la Banca Mondiale di non incoraggiare la crescita dell'industria del bestiame.

### Obesità
I ricercatori del Progetto Cina hanno ipotizzato che il tipo di cibo assunto eserciti un'influenza sull'obesità maggiore rispetto al numero di calorie assunte. È stato infatti rilevato che i cinesi studiati assumevano mediamente 270 Kcal al giorno in più rispetto agli statunitensi, ma mentre negli Stati Uniti l'obesità è molto diffusa, in Cina questa patologia aveva un'incidenza molto bassa, e l'esercizio fisico può spiegare solo in parte questa apparente contraddizione. Poiché la dieta della popolazione cinese studiata comprendeva il triplo dei carboidrati e solo il 30% dei grassi assunti dagli statunitensi, alcuni ricercatori hanno ipotizzato che i grassi vengano immagazzinati con più facilità dall'organismo, mentre potrebbe essere necessario bruciare un maggior numero di calorie derivanti da amidi per la produzione di energia e calore. Secondo altre ipotesi, i grassi potrebbero contenere non 9 ma 11 calorie per grammo.
Ciò non toglie che questo dato sia di fatto collegabile alla composizione chimica degli alimenti, infatti la carne, non contiene solo proteine nobili ma anche grassi saturi, che svolgono nell'organismo funzione diversa da quella degli zuccheri. Essi invece avendo funzione energetica immediata tendono ad accumularsi con minore facilità nell'organismo.

### Colesterolemia e malattie cardiovascolari
È stato osservato che il livello di colesterolo nel sangue (valore direttamente proporzionale al rischio di contrarre malattie cardiovascolari) nei cinesi era considerevolmente inferiore rispetto a quello degli statunitensi, tanto che il valore sopra la norma per i primi corrispondeva al valore più basso per i secondi. Lo studio ha rilevato che la differenza tra i livelli di colesterolo nel sangue è strettamente correlata al consumo di carne (sia rossa che bianca), latticini e uova, fonti di colesterolo e grassi saturi.
Il Progetto Cina, secondo gli autori, avrebbe inoltre dimostrato come la carne magra sia dannosa tanto quanto quella grassa nei confronti della colesterolemia Il confronto dei dati emersi dallo studio con le statistiche degli altri paesi avrebbe inoltre evidenziato che in Cina il rischio di malattia coronarica per gli uomini sotto i 65 anni era 17 volte più basso che negli Stati Uniti 

### Cancro
Tra i risultati più importanti del Progetto Cina viene affermata la stretta associazione tra cibi di origine animale e cancro. È stato rilevato che nei villaggi con diete ricche di carne l'incidenza di cancro era molto più elevata rispetto ai villaggi con diete povere di carne.

#### Cancro della mammella
Il confronto con i dati di altri paesi ha evidenziato nelle donne cinesi una morte per cancro della mammella 5 volte inferiore rispetto alle donne statunitensi. Dal Progetto Cina è emerso come le morti per cancro della mammella siano associate ad elevate assunzioni di grassi e prodotti animali, a elevati livelli di colesterolo, estrogeni e testosterone nel sangue e a menarca precoce e menopausa tardiva. I ricercatori hanno inoltre osservato come l'aggiunta anche di piccole quantità di latte, carne e grassi animali nella dieta tradizionale cinese poteva far aumentare il livello di estrogeni e altri ormoni sessuali potenzialmente nocivi. Inoltre hanno rilevato che le donne cinesi di età compresa tra i 35 e i sessant'anni avevano livelli di estrogeni più bassi rispetto alle donne britanniche e livelli più alti di proteine protettive in grado di modificare il comportamento degli estrogeni nel sangue rendendoli significativamente meno attivi nella stimolazione del cancro della mammella. Lo studio ha anche mostrato che rispetto alle donne cinesi studiate, nelle donne statunitensi il ciclo mestruale ha una durata superiore di 8-10 anni, un periodo di ulteriori ondate ormonali la cui influenza si traduce in un maggior rischio di cancro della mammella. I risultati del Progetto Cina hanno anche confermato e rafforzato l'ipotesi secondo cui diete ricche di grassi, calorie e proteine animali possono accelerare la comparsa delle mestruazioni, determinando quindi un ciclo mestruale di maggiore durata.

#### Cancro del colon
Il Progetto Cina ha confermato la relazione tra cancro del colon, bassa assunzione di fibre, elevati introiti di grassi e alti livelli di colesterolemia. I bassi tassi di incidenza di cancro del colon in Cina durante lo studio sostengono fortemente l'ipotesi che le fibre alimentari giochino un ruolo protettivo in questa malattia. L'osservazione nella popolazione cinese ha infatti evidenziato un'assunzione tripla di fibre da cereali integrali, legumi e verdure rispetto agli occidentali: questo determina un aumento della produzione di feci e un più rapido transito lungo il tratto digestivo, che può quindi compiersi in circa 24 ore riducendo drasticamente il tempo durante il quale la superficie intestinale si può trovare esposta ai carcinogeni presenti nei cibi. Inoltre le feci, molto più morbide e abbondanti, diluiscono gli acidi biliari, potenziali promotori del cancro. Il Progetto Cina ha confermato anche che diete scarse di fibre rallentano il passaggio del cibo attraverso il tubo digerente, così che spesso possono essere necessarie circa 100 ore tra il momento dell'ingestione e quello dell'eliminazione del cibo, mentre diete ricche di grassi aumentano la produzione di bile, che può subire trasformazioni chimiche e diventare carcinogena, dato fortemente in contrasto con le terapie di Gerson.

#### Cancro del fegato
Per lungo tempo si è creduto che il principale fattore responsabile dell'alta incidenza di cancro del fegato nei paesi in via di sviluppo fosse rappresentato dalle aflatossine contenute nei cereali e nei legumi guasti, tuttavia il Progetto Cina non ha rilevato alcuna correlazione che confermasse questa ipotesi. Si è invece osservato che la predisposizione a sviluppare cancro del fegato era determinata dall'infezione cronica di epatite virale di tipo B (60 volte più diffusa in Cina durante lo studio che in Nord America) e da elevati livelli di colesterolo. Il libro suggerisce dunque che questo tipo di cancro possa non essere una patologia di origine virale-chimica come si pensava in precedenza, ma piuttosto che possa dipendere da cause di tipo virale-alimentare ed essere trattata con un'alimentazione a base vegetale povera di grassi.

#### Cancro dello stomaco
È stato osservato che in Cina l'incidenza di cancro dello stomaco era molto alta, a differenza del Nord America dove è infrequente. Il cancro dello stomaco è spesso correlato a ulcere gastriche, il cui responsabile principale non è lo stress cronico, come si credeva in passato, bensì si suppone che sia il batterio Helicobacter pylori, così come suggerisce il Progetto Cina. L'infezione cronica da Helicobacter pylori era infatti molto frequente in Cina, poiché a causa della scarsa diffusione di frigoriferi la maggior parte delle persone conservava il cibo tramite fermentazione o salatura, processi che non sempre venivano condotti in condizioni controllate, favorendo così la contaminazione batterica. Il Progetto Cina ha tuttavia suggerito che un'alta assunzione di cibi vegetali sia protettiva contro il cancro dello stomaco, in particolare è stato osservato che quanto più l'assunzione di vitamina C e beta-carotene era alta tanto più bassa era l'incidenza di cancro dello stomaco Aumentando però il rischio di un ipervitaminosi a danno del fegato.

#### Cancro del polmone
A seguito della propaganda aggressiva delle industrie del tabacco in accordo con i ministeri cinesi dell'agricoltura e dell'economia, la Cina è diventata il paese con più fumatori al mondo. Con il Progetto Cina si è stimato che di tutti i cinesi attualmente in vita, almeno 50 milioni moriranno per cancro al polmone.

### Osteoporosi
Anche se frequentemente viene raccomandata una consistente assunzione di calcio derivante da prodotti a base di latte per prevenire la fragilità delle ossa, una statura ridotta e le fratture osteoporotiche, secondo Campbell i dati del Progetto Cina smentiscono questa posizione. Il consumo di latticini da parte dei cinesi era molto scarso o nullo, essi assumevano quantità di calcio relativamente basse, ottenuto per lo più da vegetali a foglia verde, legumi e cereali, tuttavia in Cina l'osteoporosi aveva un'incidenza molto bassa (per esempio il tasso di prevalenza delle fratture all'anca era pari al 19% di quello degli Stati Uniti). I dati emersi dal progetto Cina indicherebbero che il fabbisogno di calcio è molto inferiore rispetto a quello comunemente raccomandato e che è possibile assumerlo in quantità adeguate dai cibi vegetali, mentre sarebbe necessario ridurre gli introiti di proteine animali, responsabili delle perdite di calcio dalle ossa

### Anemia da carenza di ferro
Il consumo di carne è normalmente consigliato per garantire adeguati livelli di ferro e quindi prevenire l'anemia, tuttavia i risultati del Progetto Cina contraddicono anche questa posizione. È stato infatti rilevato che benché i cinesi consumassero pochissima carne, i loro livelli di ferro erano nella norma e l'anemia da carenza di ferro aveva un'incidenza molto bassa. È stato osservato che il cinese adulto medio assumeva quantitativi di ferro doppi rispetto agli statunitensi, quasi del tutto derivante da cibi vegetali, il ferro contenuto nei cibi vegetali è di tipo non-eme, il cui assorbimento è favorito dall'assunzione di vitamina C, abbondante nella dieta cinese. I ricercatori del Progetto Cina hanno dunque concluso che mangiare carne non è necessario per la prevenzione dell'anemia da carenza di ferro. Al contrario, un'attenta revisione dei dati emersi dallo studio suggerisce che eccessive assunzioni di ferro, in particolare se di derivazione animale, possono favorire gli effetti dannosi dei radicali liberi e il rischio di malattia coronarica 

### Sindrome premestruale e sintomi da menopausa
Dal Progetto Cina è emerso che le donne cinesi riportavano sintomi di sindrome premestruale e sintomi legati alla menopausa, come le vampate di calore, in misura considerevolmente ridotta rispetto alle donne occidentali. I ricercatori dello studio hanno suggerito che il motivo di questa differenza sia da individuare nei livelli di estrogeni, più bassi tra le donne cinesi; gli estrogeni esogeni contenuti in carne e latticini possono inoltre aumentare i sintomi della sindrome premestruale, mentre diete ricche di vegetali assicurano alte assunzioni di magnesio, vitamina B6 e fitoestrogeni, che sembra siano in grado di ridurre i sintomi.

## Critiche
Tra le innumerevoli diete alimentari proposte nella storia dell'alimentazione e della salute da sedicenti dietologi, biologi, medici o da professionisti di altri settori, votati alla causa salutista, per convinzioni personali o per interesse economico, il China Study sembra possedere le caratteristiche in apparenza più condivisibili, non foss'altro per l'indicazione di aumentare il più possibile il consumo di vegetali a scapito di cibi di origine animale diretta e indiretta (prodotti caseari).
Tuttavia, nel corso degli anni numerosi ricercatori hanno evidenziato omissioni e fallacie logiche nel libro di Campbell, che di fatto rendono inattendibile conclusioni a cui giunge l'autore, la cui teoria è stata definita, per questo, "una serie di speculazioni completamente priva di fondamento".
T. Colin Campbell, l'autore del China Study, ha pubblicato i risultati in un libro e non in riviste scientifiche i cui articoli sono sottoposti a valutazione tramite il metodo del peer-review.
In un articolo pubblicato dall'Associazione italiana per la ricerca sul cancro, si rileva che:
- Lo studio ha considerato 367 diversi tipi di dati e ha analizzato oltre 8.000 correlazioni fra essi e la salute della popolazione. Il numero di correlazioni studiate è stato però considerato eccessivo dagli esperti di statistica, poiché permette di dimostrare qualsiasi teoria preconcetta.
- Il testo afferma, fra le altre cose, che la caseina, una proteina contenuta nel latte, sarebbe un potente fertilizzante per il cancro. Fra caseina e sviluppo di tumori effettivamente esiste una relazione, che è tuttavia analoga a quella fra il cancro e altre proteine, anche di origine vegetale. In sostanza, non importa da dove proviene una proteina ma qual è il suo effetto nell'organismo.
- Sulla base degli studi sulla caseina, Campbell invoca l'abolizione totale di qualsiasi proteina e grasso animale nella dieta, in assenza tuttavia di dimostrazioni scientifiche. In studi effettuati con i topi la dieta di Campbell ha provocato negli animali un aumento di tumori epatici, legati alla scarsa capacità dell'organismo di eliminare le tossine per via delle carenze nutrizionali.
- Il China Study mescola indicazioni e dati corretti (come quelli sulla relazione tra consumo di carne rossa e lo sviluppo di alcuni tumori) con altre fantasiose: per questa ragione è un testo insidioso, oltre che inaffidabile.

Il libro The China Study è diventato (soprattutto per via della grande esposizione mediatica dei suoi autori) una sorta di "bibbia dei vegani". Mettendo all'indice tutti i cibi di origine animale, lo studio sulla Cina tenderebbe infatti ad avvalorare una dieta che invece altri studi epidemiologici identificano come eccessivamente restrittiva. Una quantità ragionevole di grassi di origine animale, latticini e soprattutto pesce, è infatti considerata salutare da tutte le ricerche sul legame tra alimentazione e sviluppo di malattie, fra cui il cancro.
Uno dei più articolati studi critici a The China Study è stato svolto da Denise Minger.